# Bailey Water
Das Bailey Water ist ein Wasserlauf in Cumbria, England. Es entsteht im Kershope Forest aus dem Zusammenfluss von Caldwell Sike und Pyret Sike. Es fließt in südlicher Richtung zunächst unter dem Namen Caddy’s Burn  und wechselt an der Mündung des Smithy Gill seinen Namen. Er mündet in den Black Lyne.